# 川野美咲
川野美咲（かわの みさき、1977年6月7日 - ）は、元テレビ新潟アナウンサー。

## 経歴
東京都出身。桜美林高等学校、桜美林大学国際学部卒業。
2000年頃にNHK長野放送局の契約キャスターを務めた。
2002年頃にテレビ新潟アナウンサーになる。
2003年12月NHKアナウンサーの高瀬耕造と知り合い結婚した。
2004年3月に退社した。
2004年頃には広島観光親善大使、きものの女王　中国、四国代表に選ばれた。
その後2009年頃に第一子となる女児を出産して、さらに2011年頃に第二子となる男児を出産した。